# Deletionpedia
Deletionpedia je on-line wiki archiv obsahující smazané články z anglické Wikipedie. Jeho verze každého článku obsahuje záhlaví s více informací o odstranění. Původní Deletionpedia byla provozována od února do září 2008. Byla restartována pod novým vedením v prosinci 2013.
Je založena na MediaWiki a má funkci, co automaticky shromažďuje smazané články z Wikipedie.

## Verze 1

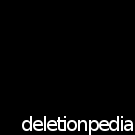
Logo původní Deletionpedie.

Původní Deletionpedia shromaždila přibližně 63 000 článků, které byly odstraněny z Wikipedie mezi únorem a zářím 2008.

## Verze 2
Web byl znovu zaregistrován novým majitelem, Kasperem Sourenem, který provoz stránky zahájil v prosinci 2013. v květnu 2016, nahromadil 29,156 stránek.

## Jiné wiki

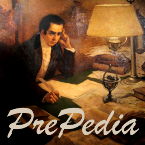
PrePedia logo

Existují podobné projekty i pro jiné jazyky Wikipedie, například:
- Marjorie-Wiki v němčině,[5] podporované Wikimedia Deutschland[6]
- PrePedia v polštině,[7] projekt související s Marjorie-Wiki
- Borradopedia ve španělštině
- Wikisage v nizozemštině